# Max-Henri Herrmann
Max-Henri Herrmann, né le 24 février 1994 à Bonn (Allemagne), est un ancien handballeur français. Il a évolué au poste de gardien de but au HSV Hambourg et en équipe de France junior avant de mettre un terme à sa carrière à seulement 21 ans.

## Carrière
Né à Bonn d'une mère française et d'un père allemand, il grandit et évolue en Allemagne, mais choisit de revêtir le maillot français : en équipe de France jeunes à partir de 2009, il intègre ensuite l'équipe de France junior en 2011.
En 2012, il signe au HSV Hambourg en tant que 3e gardien.
En 2015, alors qu'il termine la saison 2014-2015 en tant que gardien numéro un à la suite de la blessure de Johannes Bitter, il décide de mettre un terme à sa carrière à seulement 21 ans. Malgré des contacts avec plusieurs clubs français ou allemands, celui-ci a en effet préféré penser à long terme sur le plan professionnel en intégrant la société CMA CGM, spécialisée dans la logistique maritime.

### En club
- Ligue des champions (1) : 2013
- Coupe EHF : finaliste en 2015

## Palmarès
- Ligue des champions : 2013